# Lithocarpus perakensis
Lithocarpus perakensis Soepadmo – gatunek roślin z rodziny bukowatych (Fagaceae Dumort.). Występuje endemicznie w Malezji – w stanach Perak, Terengganu oraz Johor. 

## Morfologia
PokrójZimozielone drzewo dorastające do 27 m wysokości. Kora jest popękana i ma ciemnobrązową barwę.
LiścieBlaszka liściowa jest nieco skórzasta, nieco omszona od spodu i ma eliptyczny kształt. Mierzy 11,4–16,5 cm długości oraz 4,5–6,6 cm szerokości, ma zaokrągloną lub ostrokątną nasadę i ostry wierzchołek. Ogonek liściowy jest nagi i ma 10–20 mm długości.
OwoceOrzechy o jajowato stożkowatym kształcie, dorastają do 30–38 mm średnicy. Osadzone są pojedynczo w miseczkach w kształcie kubka, które mierzą 38 mm średnicy.

## Biologia i ekologia
Rośnie w lasach pierwotnych, na wysokości do 1000 m n.p.m.